# مناظره‌های بزرگ (روابط بین‌الملل)
مناظره‌های بزرگ در نظریه روابط بین‌الملل، به یک سری از اختلافات در میان محققان روابط بین‌الملل گفته می‌شود. اشورث می‌گوید که نظام روابط بین‌الملل به شدت تحت تأثیر روایات تاریخی قرار داشته‌است و هیچ ایده‌ای به اندازه مناظره میان اندیشه آرمانگرایان و واقع گرایان بر آن تأثیرگذار نبوده‌است.

## اولین مناظره بزرگ
«اولین مناظره بزرگ» که با عنوان «مناظره بزرگ واقع گرا-آرمانگرا» شناخته می‌شود، اختلافی میان ایدئالیست‌ها و واقع گرایان بود که در دهه‌های ۱۹۳۰ و ۱۹۴۰ میلادی و در ارتباط با چگونگی مقابله با آلمان نازی روی داد. محققان واقع‌گرا بر طبیعت آنارشیک سیاست بین‌الملل و نیاز به بقای دولت تأکید داشتند و ایدئالیست‌ها بر امکان نهادهای بین‌المللی همانند جامعه ملل. با این حال، برخی استدلال کرده‌اند که تعریف مناظره میان رئالیسم و ایدئالیسم به عنوان مناظره بزرگ، کاریکاتوری گمراه‌کننده است، همچنان‌که «مناظره بزرگ» را نیز یک افسانه می‌خوانند.

## دومین مناظره بزرگ
«دومین مناظره بزرگ» اختلافی میان «پژوهشگران علمی» روابط بین‌الملل که در پی استفاده از روش‌های علمی پژوهش در نظریه روابط بین‌الملل بودند و کسانی که بر رویکرد تفسیری/تاریخی در نظریه روابط بین‌الملل اصرار داشتند، بود. این مناظره به «واقع گرایان در مقابل رفتارگرایان» یا «سنت گرایی در مقابل علم گرایی» نیز معروف بود.

## مناظره میان‌پارادایمی
گرچه بر کاربست پارادایم برای رشته روابط بین الملل، نقدهای زیادی وارد است؛ اما برخی از اندیشمندان روابط بین الملل، نظریات اصلی روابط بین الملل را در چارچوب پارادایم مقایسه کرده اند. گاهی مناظره میان پارادایمی به عنوان یک مناظره بزرگ در نظر گرفته می‌شود و آن را «سومین مناظره بزرگ» می‌خوانند. مناظره میان پارادایمی مناظره‌ای میان لیبرالیسم، واقع‌گرایی و نظریه‌های روابط بین‌الملل رادیکال بود. این مناظره همچنین مناظره میان واقع‌گرایی، نهادگرایی و ساختارگرایی نیز توصیف کرد.

## چهارمین مناظره بزرگ
به نوشته مشیرزاده ما در حال حاضر در جریان مناظره چهارم قرار داریم که ماهیتی فلسفی و معرفت‌شناختی دارد و خردگرایان که متشکل از نوواقع‌گرایان و نولیبرال‌ها هستند نگاهی علم‌گرایانه به واقعیت دارند و خرد انسانی را قادر به شناخت می‌دانند و کنشگران را نیز خردورز و عاقل بشمار می‌آورند؛ ولی در مقابل بازاندیش‌گرایان reflectivists نگرشی انتقادی و پساساختارگرایانه و فمینیستی دارند و بر اجتماعی بودن واقعیت و نقش معنا، گفتمان، زبان و رویه‌های انسانی در شکل دادن به آن تأکید می‌کنند و بر دانش و علم انتقاد می‌کنند. به نوشته قوام ما در جریان مناظره سوم هستیم که با موجی از گرایش‌های فرااثبات‌گرایی post positivism، نظریه‌های انتقادی، سازه‌انگاری، فمینیسم و پست مدرنیسم را در یک سو و در مقابل اینها نظریه‌های هنجاری مثل جهان وطن‌گرایی و اجتماع‌گرایی قرار داده است. فرااثبات‌گرایان نوع دانش در جهان اجتماعی را با نوع دانش در جهان طبیعی متفاوت می‌دانند و معتقدند که هدف دانش طبیعی برای اعمال کنترل بر طبیعت است ولی هدف دانش اجتماعی کسب آزادی است.

## پنجمین مناظره بزرگ؟
تقسیم‌بندی براون
در طبقه‌بندی براون این نظریه‌ها به دو دسته تقسیم می‌شود:
۱) تجربی empirical و
۲) هنجاری normative یا تجویزی تقسیم می‌شود که این دسته اخیر خود به دو دسته
a) جهان وطن گرا cosmopolitan جهان وطن گرا از بعد اخلاقی به اجتماع کل بشریت توجه دارد
b) اجتماع‌گرا communitarian. اجتماع‌گرا از همین بعد به اجتماعات محدودتر اولویت می‌دهد.

## پی‌نوشت‌ها
1. ↑  Ken Booth, Michael Cox, Timothy Dunne,The eighty years' crisis: international relations 1919-1999, Issue 1, p1: "The story of international relations is conveniently told in a series of 'great debates'.
2. ↑  Lucian M Ashworth, Did the Realist-Idealist Great Debate Really Happen? a Revisionist History of International Relations,International Relations, Vol. 16, No. 1, p31 (2002)
3. ↑  LM Ashworth, Did the Realist-Idealist Great Debate Really Happen? a Revisionist History of International Relations,International Relations, Vol. 16, No. 1, 33-51 (2002)
4. ↑  Ken Booth, Michael Cox, Timothy Dunne,The eighty years' crisis: international relations 1919-1999, Issue 1, p1
5. ↑  Richard Devetak, Anthony Burke, Jim George (2007) An Introduction to International Relations: Australian Perspectives, Cambridge: Cambridge University Press, p. 90
6. ↑  Vigneswaran, Darsha, International relations’ first great debate: context and tradition.ISBN 0731531337, p5
7. ↑  Peter Wilson (1998). The myth of the ‘First Great Debate’. Review of International Studies, 24 , pp 1-16
8. ↑  Guzzini, Stefano (1998) Realism in international relations and international political economy: the continuing story of a death foretold, New York: Routledge, P. 32
9. ↑  بایزیدی, رحیم (2014-06-01). "پارادایم‌های روابط بین‌الملل: بررسی پارادایمیک بودن رویکردهای نظری روابط بین‌الملل در ابعاد نظری، روش شناسی و شناخت شناسی". فصلنامه علمی پژوهشی تحقیقات سیاسی بین المللی (به انگلیسی). 6 (18): 219–247. ISSN 2008-7616.
10. ↑  Weaver, Ole,The rise and fall of the Inter-paradigm debate, International theory: positivism and beyond, Steve Smith, Ken Booth, Marysia Zalewski, p151
11. ↑  http://www.allacademic.com/meta/p_mla_apa_research_citation/1/7/9/4/3/p179436_index.html